# Gare des Arcs - Draguignan
Gare des Arcs - Draguignan vasútállomás Franciaországban, Les Arcs településen.

## Vasútvonalak
Az állomást az alábbi vasútvonalak érintik:
- Marseille–Ventimiglia-vasútvonal

## Kapcsolódó állomások
A vasútállomáshoz az alábbi állomások vannak a legközelebb:
- Gare de Fréjus
- Gare de Vidauban
- Gare de Carnoules